# بيني وونغ
بيني وونغ (مواليد 5 نوفمبر 1968) هي سياسية أسترالية تشغل منصب وزيرة الخارجية منذ 23 مايو 2022 ضمن حكومة أنتوني ألبانيز.